# FCSB

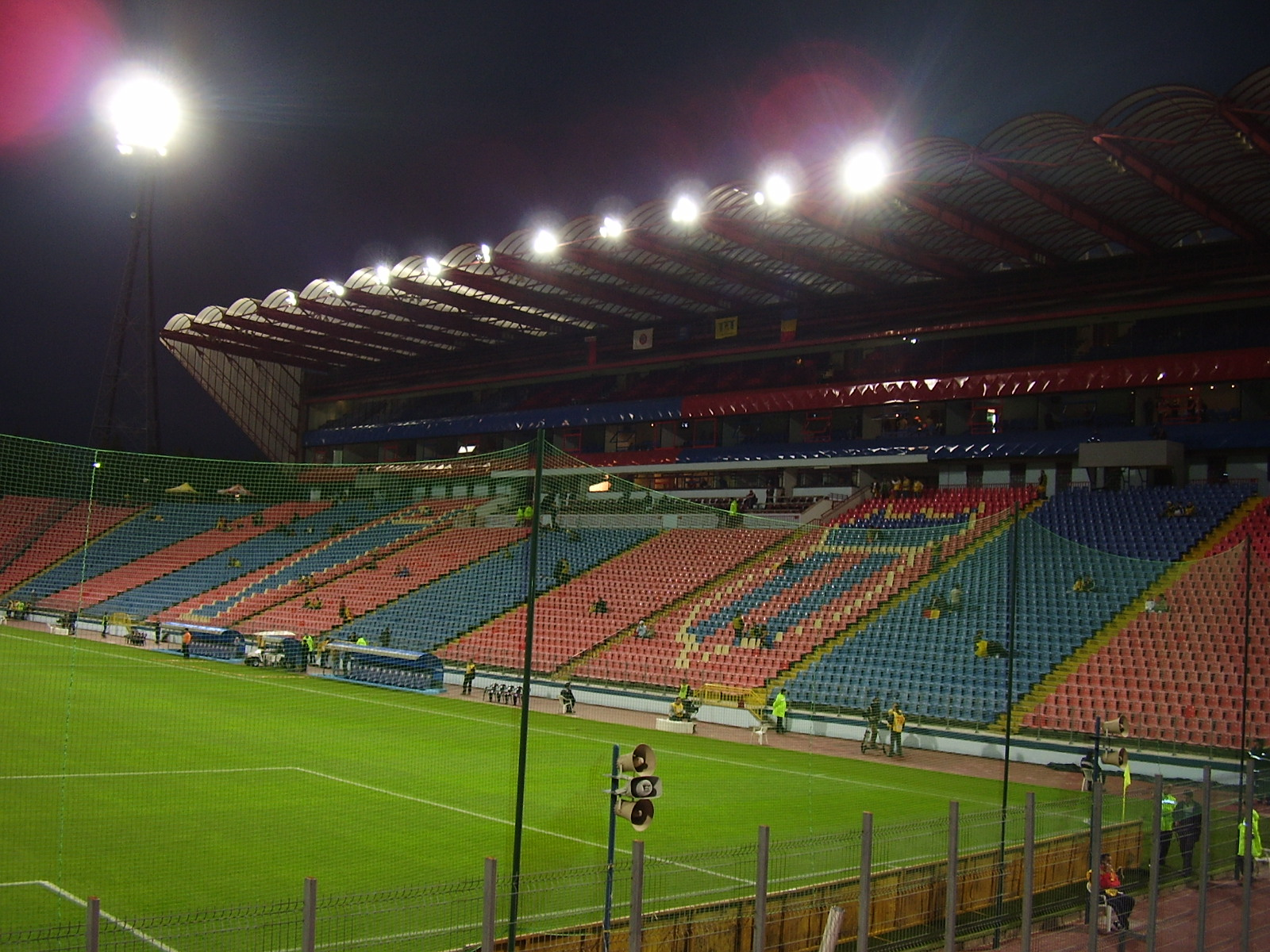
Stadion Ghencea

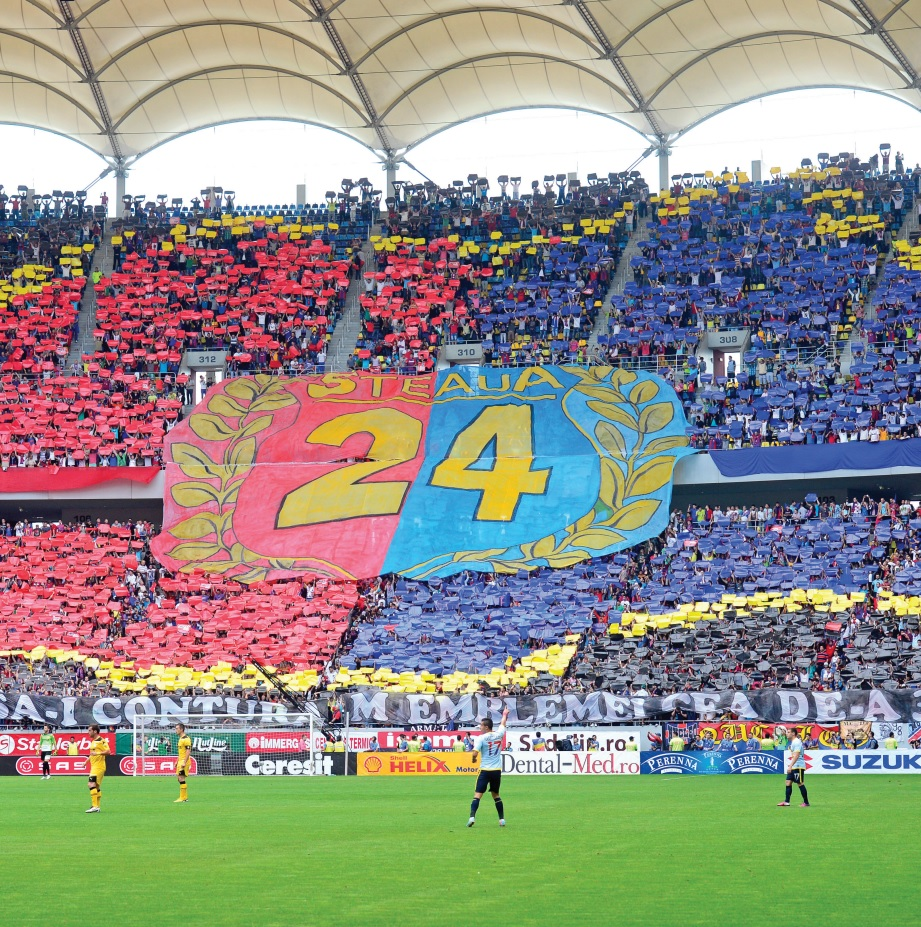
Choreografia kibiców Steauy

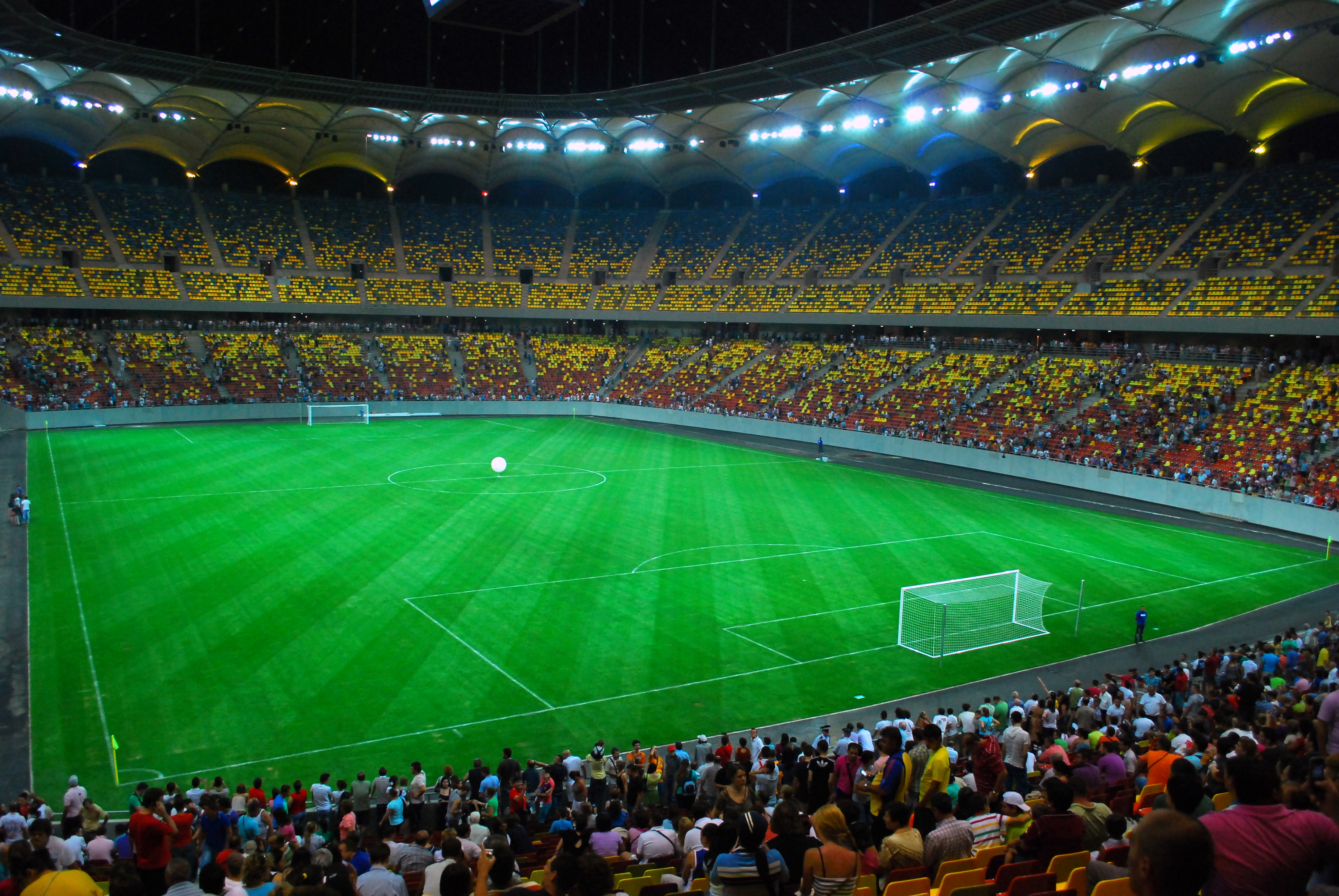
Stadionul Național

FCSB (do 2017 FC Steaua Bukareszt) – rumuński klub piłkarski z siedzibą w stolicy kraju, Bukareszcie, założony w 1947 roku, zdobywca Pucharu Europy Mistrzów Krajowych w 1986, grający w rozgrywkach rumuńskiej Liga I.

## Historia
Steaua to najbardziej utytułowany rumuński klub piłkarski. Został założony jako klub wojskowy, później kilkakrotnie zmieniał nazwę, aż do nazwy Steaua, oznaczającej w języku rumuńskim gwiazdę, którą to przyjął w 1961. Oficjalnymi barwami klubowymi są czerwony i niebieski. W 1986 roku Steaua została pierwszym klubem z Europy wschodniej, który zdobył Puchar Europy Mistrzów Krajowych, pokonali oni w rzutach karnych FC Barcelonę. Bramkarz Helmuth Duckadam obronił w tym meczu wszystkie jedenastki. Steaua Bukareszt jest jedynym klubem, który wygrał Puchar Europy nie mając żadnego cudzoziemca, grali sami Rumuni.
W kolejnym roku Steaua święciła triumf w Superpucharze Europy, w którym pokonała radzieckie Dynamo Kijów. Na przełomie lat 80. i 90. zdobyli 6 mistrzostw Rumunii z rzędu, będąc niepokonanymi przez 104 mecze, przez ponad trzy sezony. Ogółem klub ma w swojej kolekcji 27 tytułów mistrzowskich i 24 zwycięstwa w Pucharze Rumunii.
W latach 90. pomimo utraty pozycji w Europie Steaua nadal pozostała dominującą siłą w futbolu rumuńskim zdobywając 6 razy z rzędu mistrzostwo w latach 1993–1998, grając również bardzo dobrze w rozgrywkach pucharowych.
Na początku XXI wieku sytuacja w lidze rumuńskiej nieco się wyrównała i Steaua znalazła godnych rywali w zespołach Dinama Bukareszt i Rapidu Bukareszt. Ostatnie mistrzostwo zespół Steauy zdobył w 2013 roku, zaś puchar krajowy w 2011. W sezonie 2005/2006 zespół dotarł do półfinału Pucharu UEFA, po drodze potykając się w ćwierćfinale z lokalnym rywalem Rapidem. Steaua po dwóch remisach (1:1 na boisku rywala i 0:0 u siebie) wyeliminowała Rapid, jednak w dwumeczu półfinałowym nie sprostała angielskiemu Middlesbrough F.C., przegrywając na wyjeździe 2:4 po domowym zwycięstwie 1:0. W następnym sezonie klub po kilkuletniej przerwie wystąpił w fazie grupowej Ligi Mistrzów.
Przez konflikt z rumuńską armią Steaua utraciła prawa do herbu, barw, a przede wszystkim do nazwy, stąd od 2017 roku klub występuje pod nazwą FCSB.
W 2024, po 9 latach przerwy od ostatniego tytułu i pierwszy raz pod nową nazwą, FCSB zdobyło 27. mistrzostwo Rumunii.

## Sukcesy
- Mistrzostwo Rumunii: 28
  - 1951, 1952, 1953, 1956, 1960, 1961, 1968, 1976, 1978, 1985, 1986, 1987, 1988, 1989, 1993, 1994, 1995, 1996, 1997, 1998, 2001, 2005, 2006, 2013, 2014, 2015, 2024, 2025

- Puchar Rumunii: 24
  - 1949, 1951, 1952, 1955, 1962, 1966, 1967, 1969, 1970, 1971, 1976, 1979, 1985, 1987, 1988, 1989, 1992, 1996, 1997, 1999, 2011, 2015, 2020

- Superpuchar Rumunii: 7
  - 1994, 1995, 1998, 2001, 2006, 2013, 2024

- Puchar Ligi Rumuńskiej: 2
  - 2015, 2016

- Występy międzynarodowe:
  - Puchar Europy Mistrzów Klubowych 1985/1986
  - finał Pucharu Europejskich Mistrzów Krajowych: 1988/1989
  - półfinał Pucharu Europejskich Mistrzów Krajowych: 1987/1988
  - półfinał Pucharu UEFA: 2005/2006
  - Superpuchar Europy: 1986
  - finał Pucharu Interkontynentalnego: 1986
  - ćwierćfinał  Puchar Zdobywców Pucharów: 1972, 1993

## Zawodnicy

### Osiągnięcia indywidualne
- Królowie strzelców w barwach Steauy Bukareszt:
  - 1956 – Ion Alecsandrescu (18 goli)
  - 1959-1960 – Gheorghe Constantin (20)
  - 1960-1961 – Gheorghe Constantin (22)
  - 1961-1962 – Gheorghe Constantin (24)
  - 1963-1964 – Cornel Pavlovici (19)
  - 1970-1972 – Gheorghe Tătaru (15)
  - 1981-1982 – Anghel Iordănescu (20)
  - 1987-1988 – Victor Pițurcă (34)
  - 1989-1990 – Gavril Balint (19)
  - 1992-1993 – Ilie Dumitrescu (24)
  - 1995-1996 – Ion Vlădoiu (25)
  - 1996-1997 – Sabin Ilie (31)
  - 2002-2003 – Claudiu Răducanu (21)

- Piłkarze roku w barwach Steauy Bukareszt:
  - 1973 – Ion Dumitru
  - 1975 – Ion Dumitru
  - 1979 – Ștefan Sameș
  - 1980 – Marcel Răducanu
  - 1986 – Helmuth Duckadam
  - 1987 – Gheorghe Hagi

## Obecny skład
Stan na 14 czerwca 2024
| Nr | Poz. | Piłkarz                  |
| -- | ---- | ------------------------ |
| 1  | BR   | Mihai Udrea              |
| 2  | OB   | Valentin Crețu           |
| 3  | OB   | Ionuț Panțîru            |
| 5  | OB   | Joyskim Dawa             |
| 6  | OB   | Denis Haruț              |
| 7  | NA   | Florinel Coman (kapitan) |
| 8  | PO   | Adrian Șut               |
| 9  | NA   | Andrea Compagno          |
| 10 | PO   | Octavian Popescu         |
| 11 | NA   | David Miculescu          |
| 12 | BR   | Alexandru Maxim          |
| 14 | PO   | Matei Tănasă             |
| 15 | PO   | Marius Ștefănescu        |
| 16 | PO   | Mihai Lixandru           |
| 18 | PO   | Andrei Pandele           |
| 19 | NA   | Luis Phelipe             |
| 20 | OB   | Nana Antwi               |
| 21 | OB   | Vlad Chiricheș           |

| Nr | Poz. | Piłkarz             |
| -- | ---- | ------------------- |
| 22 | PO   | Mihai Toma          |
| 24 | OB   | Ricardo Pădurariu   |
| 25 | PO   | Alexandru Băluță    |
| 26 | PO   | Mátyás László       |
| 27 | PO   | Darius Olaru        |
| 28 | OB   | Alexandru Pantea    |
| 29 | OB   | Matei Manolache     |
| 30 | OB   | Siyabonga Ngezana   |
| 32 | BR   | Ștefan Târnovanu    |
| 33 | OB   | Risto Radunović     |
| 42 | PO   | Baba Alhassan       |
| 80 | PO   | Eduard Rădăslăvescu |
| 98 | NA   | David Popa          |
| 99 | BR   | Andrei Vlad         |
|    | OB   | David Kiki          |
|    | PO   | Malcom Edjouma      |
|    | PO   | George Gogescu      |
|    | PO   | Alexandru Musi      |

### Piłkarze na wypożyczeniu
Stan na 30 października 2022
| Nr | Poz. | Piłkarz                                             |
| -- | ---- | --------------------------------------------------- |
|    | BR   | Mihai Udrea (w Farulu Konstanca do 30 czerwca 2023) |

| Nr | Poz. | Piłkarz                                            |
| -- | ---- | -------------------------------------------------- |
|    | NA   | Cristian Dumitru (w CS Mioveni do 30 czerwca 2023) |